# Copa América de hockey sobre patines masculina de 2008

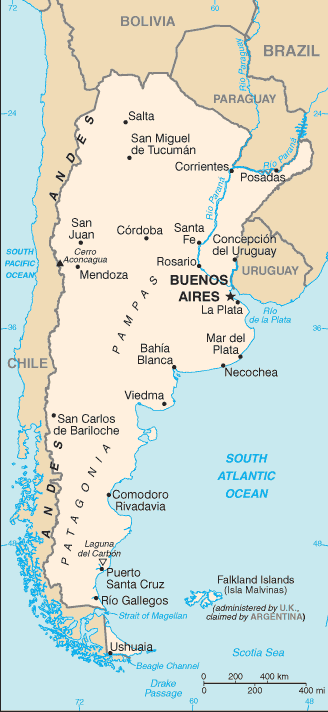
Localización de Buenos Aires en Argentina.

La II Copa América de hockey sobre patines de 2008, en categoría masculina, se disputó entre el 14 y el 19 de julio del 2008 en la ciudad argentina de Buenos Aires con la participación de las selecciones masculinas de hockey sobre patines de Brasil, Argentina, Cataluña, Chile y Uruguay. Los partidos se disputaron en la Pista del Club Atlético Huracán enmarcados en la celebración del centenario del club.
Los árbitros que tomaron parte en esta competición fueron: Marc Soler (Cataluña); Luis Alesandrino (Brasil), Luis Reyes (Chile) y Marcelo Saab, Néstor Castro y Daniel Costa (Argentina).
En vísperas del campeonato, el combinado de Paraguay se retiró de la competición, y fue sustituido por la Selección porteña, equipo conformado por jugadores sub-20 de Buenos Aires, sin que sus resultados puntuaran el torneo.
La televisión pública catalana retransmitió la final y la semifinal que disputó Cataluña contra Brasil (23:45 h del viernes 18) y Argentina (00:30 h del sábado 19) respectivamente. Ambos fueron emitidos en directo por el canal 33 y comentados por el periodista Joan Ramon Vallvé y el capitán de la selección de Uruguay Claudio Maeso. La cadena Catalunya Ràdio también emitió en directo la final, con un programa especial que se inició media hora antes del encuentro. Paralelamente, cadena argentina Radio Patinando emitió la final del torneo a través de Internet y de las ondas hertzianas.
Durante la tarde (hora local) del día previo a la competición, los equipos tuvieron la oportunidad de probar la Pista del Club Atlético Huracán, recinto donde se disputó todo el campeonato. Los primeros fueron los brasileños (19:15 h), los segundos los catalanes (19:30 h) y los terceros los chilenos (19:45 h). Posteriormente, tuvieron la oportunidad las selecciones de Uruguay (20h), porteña (20:15 h) y Argentina (20:30 h). Ya el día siguiente, se celebró a las 11h un congreso de delegados ya las 13h una conferencia de prensa de presentación de la competición (hora local).

## Participantes[1]
| Equipos | Equipos           |
| ------- | ----------------- |
|         | Argentina         |
|         | Brasil            |
|         | Cataluña          |
|         | Selección Porteña |
|         | Uruguay           |
|         | Chile             |

### Argentina
La selección de Argentina, se presentó como la defensora del título conseguido en la edición anterior. Cuatro veces campeona del mundo (1978, 1984, 1995 y 1999), era una clara aspirante a conquistar el título después de haber quedado en tercer lugar en el Campeonato del Mundo "A" 2007 disputado en Montreux (Suiza). (Confederación Argentina de Patín)
| Nombre          | Posición      | Equipo                |
| --------------- | ------------- | --------------------- |
| Rafael Ábalos   | portero       | Banco Mendoza         |
| Emanuel Cordamo |               | CA Huracán            |
| Lucas Ordóñez   | delantero     | CP Tenerife           |
| Lucas Martínez  | delantero     | Petroleros de Mendoza |
| Reinaldo García | delantero     | HC Liceo              |
| Pablo Martín    | defensa       | CDU Estudiantil       |
| Gonzalo Gómez   | defensa       | Hockey Breganze       |
| Esteban Ábalos  | defensa       | Bassano Hockey 54     |
| José García     | delantero     | Centro Valenciano     |
| César Fraifer   | portero       | Centro Valenciano     |
| Miguel Gómez    | seleccionador |                       |

### Brasil
La selección canarinha se presentó al torneo con la voluntad de hacer un buen papel después que sus mejores estrellas estuvieran convocadas con los clubes europeos donde militan, obligando a los jugadores más jóvenes y poco experimentados a hacerse un lugar en el equipo. Sus últimos resultados en competición oficial habían sido un octavo lugar en el Campeonato del Mundo "A" 2005 y un séptimo en el Campeonato del Mundo "A" 2007. (Confederação Brasileira de Hóquei e patinação (en portugués))
| Nombre                   | Posición      | Equipo              |
| ------------------------ | ------------- | ------------------- |
| Marcelo Tová             | portero       | Sertãozinho HC      |
| Rubens da Costa "Rubão"  | defensa       | Sertãozinho HC      |
| Rafael Novaes "Ceará"    | defensa       | Sport Recife        |
| Rodrigo Bezerra          |               | Portugués de Recife |
| Rivaldo Dias "Bananinha" | delantero     | Sport Recife        |
| Jacson Nascimento        | delantero     | Portugués de Recife |
| Luis Antonio d'Azevedo   | medio         | Sport Recife        |
| Breno Vieira             | delantero     | Clube Nautico       |
| Lucas Gouveia            | defensa       | Sport Recife        |
| Eduardo Souto            | portero       | Sport Recife        |
| Antônio Cavallaro        | seleccionador |                     |

### Cataluña
Cataluña, una de las grandes potencias en el hockey sobre patines, era un claro aspirante al título después del subcampeonato conseguido en la Copa América 2007. El conjunto catalán acababa de ganar quince días antes la Blanes Golden Cup ante algunas de las mejores selecciones europeas. En su historial la selección catalana también contaba con el título conseguido en el Campeonato del Mundo "B" 2004, la Golden Cup 2004 y 2005.
La expedición salió el sábado 12 de julio a las 5:30h desde el aeropuerto del Prat hacia Buenos Aires para participar en el torneo.
El 17 de julio, una vez que la selección había clasificado a semifinales, aprovechó la jornada para visitar parte de la ciudad y comer en el Casal de Catalunya de Buenos Aires. (Federación Catalana de Patinaje (en catalán))
| Nombre            | Posición      | Equipo        |
| ----------------- | ------------- | ------------- |
| David Arellano    | portero       | CP Vilanova   |
| Roger Rocasalbas  | defensa       | CP Vilanova   |
| David Cáceres     | defensa/medio | CE Noia       |
| Joan Manel Grasas | defensa/medio | HC Liceo      |
| Romà Bancells     | defensa       | CP Vic        |
| "Jepi" Selva      | delantero     | CE Noia       |
| Raül Pelicano     | delantero     | Igualada HC   |
| Jordi Molet       | delantero     | Reus Deportiu |
| Xavi Lladó        | defensa/medio | CH Lloret     |
| Jaume Llaverola   | portero       | HC Liceo      |
| Jordi Camps       | seleccionador |               |

### Selección Porteña
Ante la inesperada baja en último momento de la selección de Paraguay, se formó este equipo con jugadores de la ciudad de Buenos Aires con edades inferiores a los veinte años. A pesar de no formar parte del torneo a nivel competitivo porque sus resultados no fueron tenidos en cuenta, la motivación más importante de este equipo en la Copa América fue la adquisición de experiencia deportiva ante buenos jugadores, algunos de ellos profesionales.
| Nombre            | Posición      | Equipo             |
| ----------------- | ------------- | ------------------ |
| Santiago González | portero       | C. de Buenos Aires |
| Sanabria          |               | Club Harrods       |
| Marcos Dualde     |               |                    |
| Lucas Escary      | defensa       | C. de Buenos Aires |
| Facundo Fameli    |               |                    |
| Ezequiel Bruno    |               | Club Harrods       |
| Gastón Caram      |               | CA Vélez Sársfield |
| Mariano Koon      |               | C. de Buenos Aires |
| Fabián Tornamira  | portero       | CA Vélez Sársfield |
|                   | seleccionador |                    |

### Uruguay
Uruguay se presentaba con la intención de mejorar su nivel, que en los últimos años la había situado entre la cuarta y la séptima posición del Mundial B. (Federación Uruguaya de Patín y Hockey)
| Nombre             | Posición      | Equipo         |
| ------------------ | ------------- | -------------- |
| Mariano Vignapiano | portero       |                |
| Alexis Mazursky    |               |                |
| Alzugaray          |               |                |
| Ignacio Barran     |               |                |
| Claudio Maeso      |               | PHC Sant Cugat |
| Hernán Mazursky    |               |                |
| Velasco            |               |                |
| Rodríguez          |               |                |
|                    |               |                |
|                    | portero       |                |
|                    | seleccionador |                |

### Chile
La selección andina se presentó en la Copa América con las credenciales de haber quedado décima en el Campeonato del Mundo "A" 2005 y undécima en el Campeonato del Mundo "A" 2007. Pero el seleccionador chileno, Rodolfo Oyola, apostó en esta ocasión por un equipo muy joven.(Federación chilena de hockey y patinaje Archivado el 13 de febrero de 2020 en Wayback Machine.)
| Nombre            | Posición      | Equipo                  |
| ----------------- | ------------- | ----------------------- |
| Javier Villalobos | portero       | Saint Mary Joseph HC    |
| Diego Miranda     |               | CD Universidad Católica |
| Gonzalo Andrade   |               | CSA de Pamplona         |
| Jorge Salgado     |               |                         |
| Nicolás Fernández |               | Saint Mary Joseph HC    |
| Ricardo Cáceres   |               |                         |
| Bastián Osorio    |               | CH Thomas Bata          |
| Marcelo Calabrese |               | CD Universidad Católica |
| Nicolás Flores    |               |                         |
| Mathias Escudero  | portero       | Universidad de Chile    |
|                   | Rodolfo Oyola | seleccionador           |

## Fase Regular
Los horarios corresponden a la hora de Argentina (huso horario: UTC-3).

### Leyendas
En las tablas siguientes:
| Pts = Puntos totales PJ = Partidos jugados PG = Partidos ganados PE = Partidos empatados PP = Partidos perdidos GF = Goles a favor |  | GC = Goles en contra DG = Diferencia de goles (GF-GC) Resaltado en verde = Equipo clasificado para la segunda fase. Resaltado en rojo = Equipo eliminado para la segunda fase. (p) = Gol de penalti (fd) = Gol de falta directa |  |  |

### Clasificación
| Equipo       | Pts | PJ | PG | PE | PP | GF | GC | DG  |
| ------------ | --- | -- | -- | -- | -- | -- | -- | --- |
| Cataluña     | 12  | 4  | 4  | 0  | 0  | 26 | 4  | +22 |
| Argentina    | 9   | 4  | 3  | 0  | 1  | 34 | 6  | +28 |
| Chile        | 6   | 4  | 2  | 0  | 2  | 12 | 17 | -5  |
| Brasil       | 3   | 4  | 1  | 0  | 3  | 5  | 23 | -18 |
| Uruguay      | 0   | 4  | 0  | 0  | 4  | 4  | 31 | -27 |
| Sel. Porteña | -   | -  | -  | -  | -  | -  | -  | -   |

### Resultados
Todos los partidos se disputaron en la Pista del Club Atlético Huracán de Buenos Aires.
| 14 de julio de 2008 17:30 |     |              |  |
| Brasil                    | 3-5 | Sel. Porteña |  |
|                           |     |              |  |

| 14 de julio de 2008 19:00                                      |     |               |  |
| Cataluña                                                       | 8-1 | Chile         |  |
| Selva 8', 11', 20', 24' Molet 12', 34' (p), 34' Rocasalbas 39' |     | Fernández 18' |  |

| 14 de julio de 2008 20:30 |              |  |
|                           | Inauguración |  |
|                           |              |  |

| 14 de julio de 2008 21:00                                                                                    |      |              |                               |
| Argentina | 14-1 | Uruguay      | Árbitros: M. Soler y L. Reyes |
| E. Ábalos 1', 29' J. García 6', 9', 26' Gómez 7', 28', 29' Martín 10' Ordóñez 18', 32', 34', 37' Cordamo 39' |      | Mazursky 16' | Árbitros: M. Soler y L. Reyes |

| 15 de julio de 2008 18:00 |     |       |  |
| Uruguay                   | 2-7 | Chile |  |
|                           |     |       |  |

| 15 de julio de 2008 19:30                                    |     |                                   |                                     |
| Cataluña                                                     | 6-3 | Sel. Porteña                      | Árbitros: L. Alesandrino y L. Reyes |
| Pelicano 11' Selva 18', 29' Bancells 19' Rocasalbas 37', 39' |     | Escary 14' (p) Koon 27' Caram 31' | Árbitros: L. Alesandrino y L. Reyes |

| 15 de julio de 2008 21:00                                                                                |      |        |                               |
| Argentina                                                                                                | 11-0 | Brasil | Árbitros: L. Reyes y M. Soler |
| J. García 7', 7' Ordóñez 14', 26' E. Ábalos 14' Cordamo 23' Martín 25', 39' R. García 29' Gómez 36', 39' |      |        | Árbitros: L. Reyes y M. Soler |

| 16 de julio de 2008 9:30 |     |              |  |
| Uruguay                  | 2-3 | Sel. Porteña |  |
|                          |     |              |  |

| 16 de julio de 2008 11:00                                                           |     |        |                                |
| Cataluña                                                                            | 8-0 | Brasil | Árbitros: N. Castro y D. Costa |
| Bancells 1' Selva 4', 35' Grasas 12' Molet 18', 28' Cáceres 33' (fd) Rocasalbas 39' |     |        | Árbitros: N. Castro y D. Costa |

| 16 de julio de 2008 12:30                       |     |             |  |
| Argentina                                       | 6-1 | Chile       |  |
| J. García (3) Ordóñez (1) Gómez (1) Cordamo (1) |     | Salgado (1) |  |

| 16 de julio de 2008 18:00 |     |         |  |
| Brasil                    | 4-1 | Uruguay |  |
|                           |     |         |  |

| 16 de julio de 2008 19:30 |     |              |  |
| Chile                     | 1-1 | Sel. Porteña |  |
|                           |     |              |  |

| 16 de julio de 2008 21:00               |     |                                                 |                                     |
| Argentina                               | 3-4 | Cataluña                                        | Árbitros: L. Alesandrino y L. Reyes |
| J. García 25' R. García 33' Ordóñez 34' |     | Rocasalbas 14' Bancells 15' Molet 26' Lladó 31' | Árbitros: L. Alesandrino y L. Reyes |

| 17 de julio de 2008 18:00 |     |                                                                |                                     |
| Uruguay                   | 0-6 | Cataluña                                                       | Árbitros: L. Alesandrino y L. Reyes |
|                           |     | Bancells 7' Molet 8' Selva 9' Molet 13' Bancells 34' Lladó 39' | Árbitros: L. Alesandrino y L. Reyes |

| 17 de julio de 2008 19:30 |     |                                       |  |
| Brasil                    | 1-3 | Chile                                 |  |
|                           |     | Fernández (1) Miranda (1) Cáceres (1) |  |

| 17 de julio de 2008 21:00                        |     |              |  |
| Argentina                                        | 6-0 | Sel. Porteña |  |
| Ordóñez 2', 7', 8' Cordamo 25', 30' Martínez 38' |     |              |  |

## Fase Final
|  | Semifinales | Semifinales |   |             | Final        | Final |  |
|  |             |             |   |             |              |       |  |
|  |             |             |   |             |              |       |  |
|  | 18 de julio |             |   |             |              |       |  |
|  | Cataluña    | 4           |   |             |              |       |  |
|  | Brasil      | 2           |   |             |              |       |  |
|  |             |             |   |             |              |       |  |
|  |             |             |   |             | 19 de julio  |       |  |
|  |             |             |   |             | Cataluña     | 3     |  |
|  |             | Argentina   | 4 |             |              |       |  |
|  |             |             |   |             |              |       |  |
|  |             |             |   |             |              |       |  |
|  |             |             |   |             | Tercer lugar |       |  |
|  | 18 de julio | 18 de julio |   | 19 de julio | 19 de julio  |       |  |
|  | Argentina   | 3           |   | Brasil      | 1            |       |  |
|  | Chile       | 1           |   |             | Chile        | 5     |  |

### Semifinales
| 18 de julio de 2008 18:45                |     |                     |                                |
| Cataluña                                 | 4-2 | Brasil              | Árbitros: N. Castro y D. Costa |
| Selva 1' Rocasalbas 9', 18' Bancells 11' |     | Costa 1' Novaes 31' | Árbitros: N. Castro y D. Costa |

| 18 de julio de 2008 20:30     |     |             |  |
| Argentina                     | 3-1 | Chile       |  |
| E. Ábalos 23', 25' Martín 28' |     | Andrade 29' |  |

### Quinto y sexto lugar
| 19 de julio de 2008 15:00 |     |              |  |
| Uruguay                   | 1-0 | Sel. Porteña |  |
|                           |     |              |  |

### Tercero y cuarto lugar
| 19 de julio de 2008 16:30 |     |       |  |
| Brasil                    | 1-5 | Chile |  |
| Novaes                    |     |       |  |

### Final
| 19 de julio de 2008 18:00              |     |                                                       |                                     |
| Cataluña                               | 3-4 | Argentina                                             | Árbitros: L. Alesandrino y L. Reyes |
| Rocasalbas 4' Càceres 29' Bancells 35' |     | Ordóñez 11' Gómez 13' R. García 39' Martín 47' (pro.) | Árbitros: L. Alesandrino y L. Reyes |

| 19 de julio de 2008 19:30 |                    |  |
|                           | Entrega de premios |  |
|                           |                    |  |

| Argentina         |
| Campeón ARGENTINA |

## Clasificación final
| Equipo | Equipo       | Pts | PJ | PG | PE | PP | GF | GC | DG  | Rend  |
| ------ | ------------ | --- | -- | -- | -- | -- | -- | -- | --- | ----- |
| 1      | Argentina    | 15  | 6  | 5  | 0  | 1  | 41 | 10 | +31 | 83'3% |
| 2      | Cataluña     | 15  | 6  | 5  | 0  | 1  | 33 | 10 | +23 | 83'3% |
| 3      | Chile        | 9   | 6  | 3  | 0  | 3  | 18 | 21 | -3  | 50%   |
| 4      | Brasil       | 3   | 6  | 1  | 0  | 5  | 8  | 32 | -24 | 20%   |
| 5      | Uruguay      | 0   | 4  | 0  | 0  | 4  | 4  | 31 | -27 | 0%    |
| 6      | Sel. Porteña | -   | -  | -  | -  | -  | -  | -  | -   | -     |

## Premios
- Mejor jugador:  Lucas Ordóñez
- Mejor portero:  Jaume Llaverola